# Houffalize
Houffalize (niem. Hohenfels, wa. Oufalijhe, lb. Haufelescht) – miasto w Belgii, w Regionie Walońskim, w prowincji Luksemburg, w okręgu Bastogne. 1 stycznia 2024 roku liczyło 5307 mieszkańców. Leży w Ardenach, nad rzeką Ourthe, ok. 25 km od La Roche-en-Ardenne. Miejscowość znana z górskich tras rowerowych. Odznacza się urokliwym, XIX-wiecznym stylem budownictwa, niskimi domami i przyjaznym wyglądem. Ze wszystkich stron otoczone jest słabo zurbanizowanymi, zalesionymi wzgórzami. 
Na miejscu można m.in. zobaczyć czołg Panzerkampfwagen V Panther, który brał udział w walkach w tym rejonie podczas bitwy w Ardenach na przełomie 1944 i 1945 roku.

## Podział administracyjny
W skład gminy wchodzi sześć dzielnic (section):
- Mabompré
- Mont
- Nadrin
- Tailles
- Tavigny
- Wibrin

## Współpraca
Miejscowości partnerskie:
- Agros, Cypr
- Altea, Hiszpania
- Asikkala, Finlandia
- Bad Kötzting, Niemcy
- Bellagio, Włochy
- Bundoran, Irlandia
- Chojna, Polska
- Granville, Francja
- Holstebro, Dania
- Judenburg, Austria
- Kőszeg, Węgry
- Marsaskala, Malta
- Meerssen, Niderlandy
- Niederanven, Luksemburg
- Oxelösund, Szwecja
- Preny, Litwa
- Preweza, Grecja
- Rovinj, Chorwacja
- Saint-Pair-sur-Mer, Francja
- Schaerbeek, Region Stołeczny Brukseli
- Seret, Rumunia
- Sesimbra, Portugalia
- Sherborne, Wielka Brytania
- Sigulda, Łotwa
- Škofja Loka, Słowenia
- Sušice, Czechy
- Trjawna, Bułgaria
- Türi, Estonia
- Zwoleń, Słowacja